# Дорогобузькі джерела
Дорогобу́зькі джере́ла — гідрологічна пам'ятка природи місцевого значення в Україні. Розташована в межах Гощанського району Рівненської області, при північній околиці села Дорогобуж. 
Площа 8,7 га. Статус надано згідно з рішенням облради від 27.05.2005 року № 584. Перебуває у віданні Горбаківської сільської ради. 
Статус надано з метою збереження кількох джерел природного походження, розташованих на схилах лівобережжя річки Горинь.